# Yorki Mária angol királyi hercegnő
Yorki Mária (1467. augusztus 11. – 1482. május 23.) angol hercegnő.
IV. Eduárd angol király és Elizabeth Woodville második gyermekeként, egyben második leányaként született a windsori kastélyban, a York-ház sarjaként. Egy nővére volt, Yorki Erzsébet (később VIII. Henrik édesanyja), valamint három öccse (Eduárd, Richárd és György) és öt húga (Cecília, Margit, Anna, Katalin és Brigitta).
Bourchier bíborosa vetette fel, hogy Mária hozzámehetne Jánoshoz, Norvégia, Dánia és Svédország leendő királyához, azonban az elképzelés végül nem valósult meg, mivel János 1478-ban nőül vette Szászországi Krisztinát.
1480-ban ő és húga, Cecília bekerült a Térdszalagrend lovagnői közé. (Nővérük, Erzsébet már 1477 óta viselte ezt a megtisztelő címet.) A hercegnő 1482-ben, apja előtt egy évvel halt meg, 14 éves korában Greenwichben, és szülőhelyén, a windsori kastély Szent György kápolnájában temették el. (Öccse, György herceg holtteste mellette nyugszik. Amikor a 19. században felnyitották a hercegnő koporsóját, egy vörös hajú, kék szemű, gyönyörű fiatal lányt találtak benne, akinek nyitva voltak a szemei.)